# Robert Cecil (1670-1716)
Pour les articles homonymes, voir Robert Cecil.
Robert Cecil (6 novembre 1670 - 23 février 1716) est le deuxième fils de James Cecil (3e comte de Salisbury) et Margaret, fille de John Manners (8e comte de Rutland).
Il est député de Castle Rising en 1701 et de Wootton Basset de 1708 à 1710.
Il épouse Elizabeth, fille et héritière de Meynell Langley, dont il a Charles Cecil (évêque) (en), évêque de Bangor, et Margaret, Lady Brown, épouse de Sir Robert Brown baronnet.